# Дийп Импакт
„Дийп Импакт“ е космическа сонда на НАСА, изстреляна на 12 януари 2005 г., която е проектирана да изучава състава на вътрешността на кометата 9P/Tempel (старо име – „P/Tempel 1“) чрез удар на част от апарата в кометата.
В 5:52 UTC на 4 юли 2005, ударната част на Дийп Импакт успешно се сблъсква с ядрото на кометата, изривайки късове от вътрешността на ядрото. Снимки на удара показват кометата като по-прашна и по-малко заледена от очакваното. Сблъсъкът създава голям, светъл прахов облак, който помрачава надеждата за изглед към кратера от удара.